# Zimnowoda (województwo świętokrzyskie)
Zimnowoda – wieś w Polsce położona w województwie świętokrzyskim, w powiecie staszowskim, w gminie Bogoria.
Przez wieś przebiega droga wojewódzka nr 757 z Opatowa do Stopnicy.

## Dawne części miasta – obiekty fizjograficzne
W latach 70. XX wieku przyporządkowano i opracowano spis lokalnych części integralnych dla Zimnowody zawarty w tabeli 1.

| Nazwa wsi – miasta | Nazwy części wsi – miasta | Nazwy obiektów fizjograficznych – charakter obiektu                                                         |
| ------------------ | ------------------------- | --- |
| I. Gromada BOGORIA |                           | |
| 1. Zimnowoda       | 1. Janów                  | 1. Las — pole 2. Machnickiego Lasek — las 3. Piaski 4. Podzapola — pole 5. Rozdola — pole 6. Zagórze — pole |

## Historia
Według Jana Długosza w XV wieku wieś podzielona była na dwie części (L. B., I, 319, 320). Pierwsza, zapisana jako Szymnowoda prima należała do Łukasza ze Słupcy herbu Rawa oraz Jana i Jaroszka Ryków herbu Ostoja. Obydwa folwarki rycerskie oddawały dziesięcinę plebanowi w Kiełczynie. Cztery łany kmiece oddawały dziesięcinę archidiakonowi sandomierskiemu. Druga część Zimnowody należała do Dobiesława Byszowskiego herbu Nieczuja. Znajdowało się tu 10 łanów kmiecych, 2 karczmy z rolą i łan sołtysi. Dziesięcinę o wartości 12 grzywien oddawano archidiakonowi sandomierskiemu.
Według rejestru poborowego powiatu sandomierskiego z 1578 r. było tu 6 osadników na 1,5 łanie, 1 zagrodnik z rolą i dwóch komorników.
W XIX w. wieś należała do gminy Wiśniowa w powiecie sandomierskim i do parafii Bogoria. W 1827 r. było tu 19 domów i 142 mieszkańców, a w 1895 r. 42 domy i 325 mieszkańców. W 1885 r. znajdował się tu folwark o powierzchni 468 morg. Do włościan należało 335 morg.
W latach 1975–1998 miejscowość należała administracyjnie do województwa tarnobrzeskiego.

## Literatura
1. Kaczmarek Leon (red. nauk. zeszytu), Taszycki Witold (red. nauk. wyd.): Urzędowe Nazwy miejscowości i obiektów fizjograficznych. 33. Powiat staszowski województwo kieleckie. Komisja ustalania nazw miejscowości i obiektów fizjograficznych (do użytku służbowego). Z: 33. Warszawa: Urząd Rady Ministrów. Biuro do Spraw Prezydiów Rad Narodowych, 1970. Brak numerów stron w książce